# Cyclops sevani
Cyclops sevani is een eenoogkreeftjessoort uit de familie van de Cyclopidae. De wetenschappelijke naam van de soort is voor het eerst geldig gepubliceerd in 1947 door Meshkova.